# Dichromia sagitta
Dichromia sagitta là một loài bướm đêm trong họ Erebidae.

## Hình ảnh

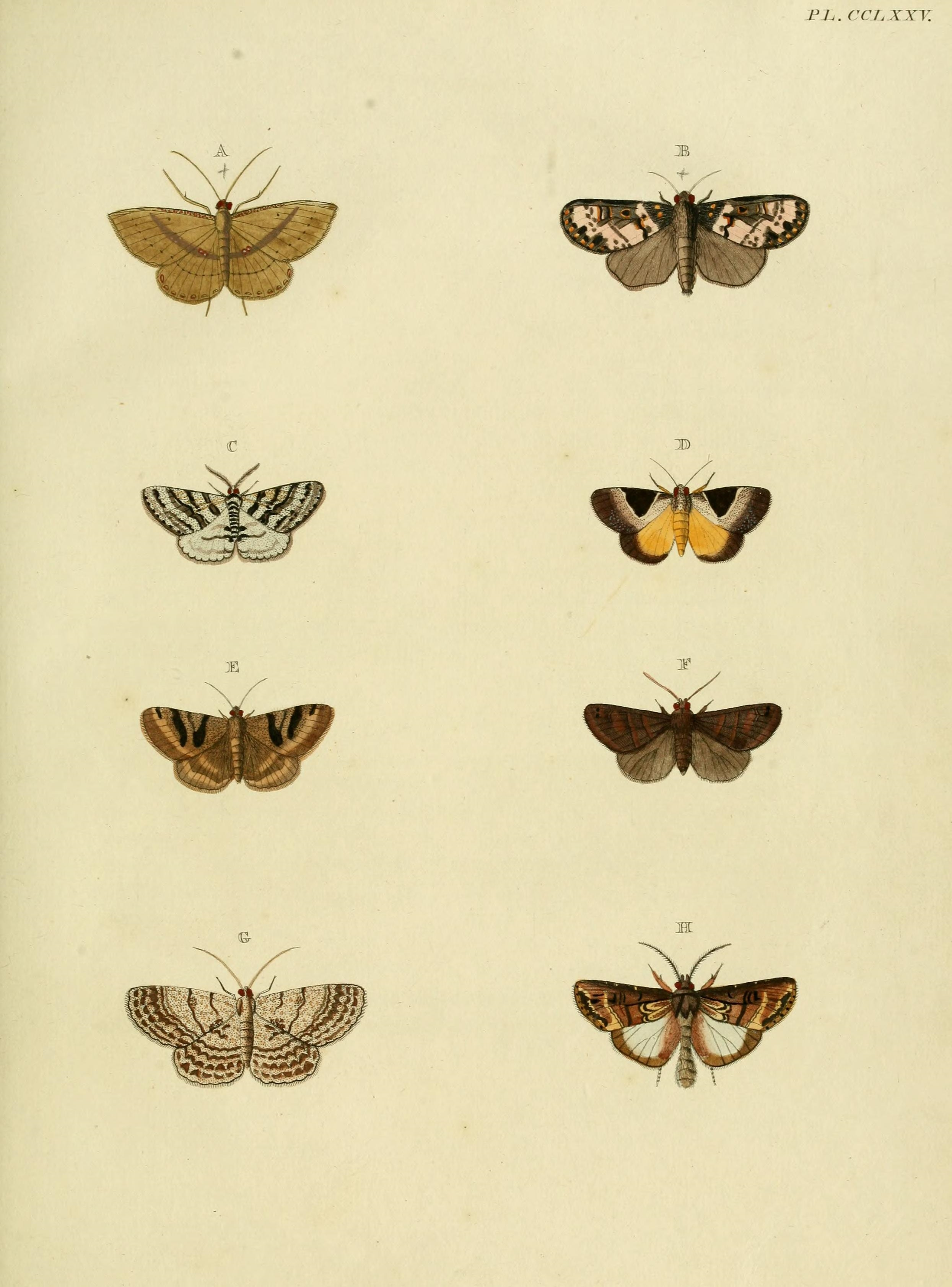